# Misemono
 (février 2016).
Les misemono (見世物, « spectacles » ou « représentations ») sont une importante partie de la culture urbaine japonaise au cours de l'époque d'Edo. De nombreux spectacles sont montés en hâte et se caractérisent par leur crudité. Le terme misemono date de l'époque d'Edo, bien que de plausibles précurseurs de ces manifestations apparaissent plus tôt. Parmi les antécédents probables de ces spectacles de l'époque d'Edo, on compte les représentations visant à recueillir des fonds pour les sanctuaires ou les temples. Les spectacles ne sont pas entravés par des tentatives de se conformer à une tradition artistique particulière et fournissent donc une précieuse indication quant à l'évolution des goûts du public.

## Référence
- (en) Cet article est partiellement ou en totalité issu de l’article de Wikipédia en anglais intitulé « Misemono » (voir la liste des auteurs).